# Rentjärnen (Jörns socken, Västerbotten)
Rentjärnen är en sjö i Skellefteå kommun i Västerbotten och ingår i Kågeälvens huvudavrinningsområde.